# Euphorbia officinarum
Espèce
Classification APG II (2003)
Euphorbia officinarum est une espèce de plantes à fleurs du genre Euphorbia et de la famille des Euphorbiaceae. C'est un plante ressemblant à un cactus qui se développe naturellement sur les coteaux ensoleillés du sud marocains, en Algérie, en Mauritanie et dans l'ouest du Sahara.

## Description
De port prostré, Euphorbia officinarum forme des buissons très denses et très ramifiés. Les tiges sont rapprochées et comportent six angles munis de grandes épines disposées par paires. Lestiges sont vert vifs et les épines sont blanches. Les fleurs blanches sont des cyathes disposés sur les angles surtout dans la partie terminale. Les fruits sont des capsules à trois loges. La multiplication se fait par semis ou par bouturage.

## Taxinomie
Synonymes :
- Euphorbia officinarum var. genuina Maire in É.Jahandiez & R.C.J.E.Maire, Cat. Pl. Maroc 2: 461 (1932), not validly publ.
- Tithymalus officinarum (L.) H.Karst. in Deut. Fl.: 587 (1882)

Intraspécifiques :
- Euphorbia officinarum var. beaumieriana (Hook.f. & Coss.) Maire
- Euphorbia officinarum subsp. echinus (Hook.f. & Coss.) Vindt. L’aire de répartition indigène de cette sous-espèce s’étend du sud du Maroc au nord de la Mauritanie. C’est un sous-arbuste succulent qui pousse principalement dans le désert ou le biome arbustif sec.
- Euphorbia officinarum subsp. officinarum
- Euphorbia officinarum var. columnaris
- Euphorbia officinarum var. cristatum